# Castel Gandolfo (Olaszország)
Castel Gandolfo egy comune Olaszország Lazio régiójában, Róma megyében. A település egyes területei a Vatikánhoz tartoznak. A Castelli Romani településcsoport (római kastélyok) egyike az Albanói-tó (Lago di Albano) partján. Lakossága 8794 fő (2013). Neve a vár (castello) szóból és a Gandolfi család nevéből ered.

## Története

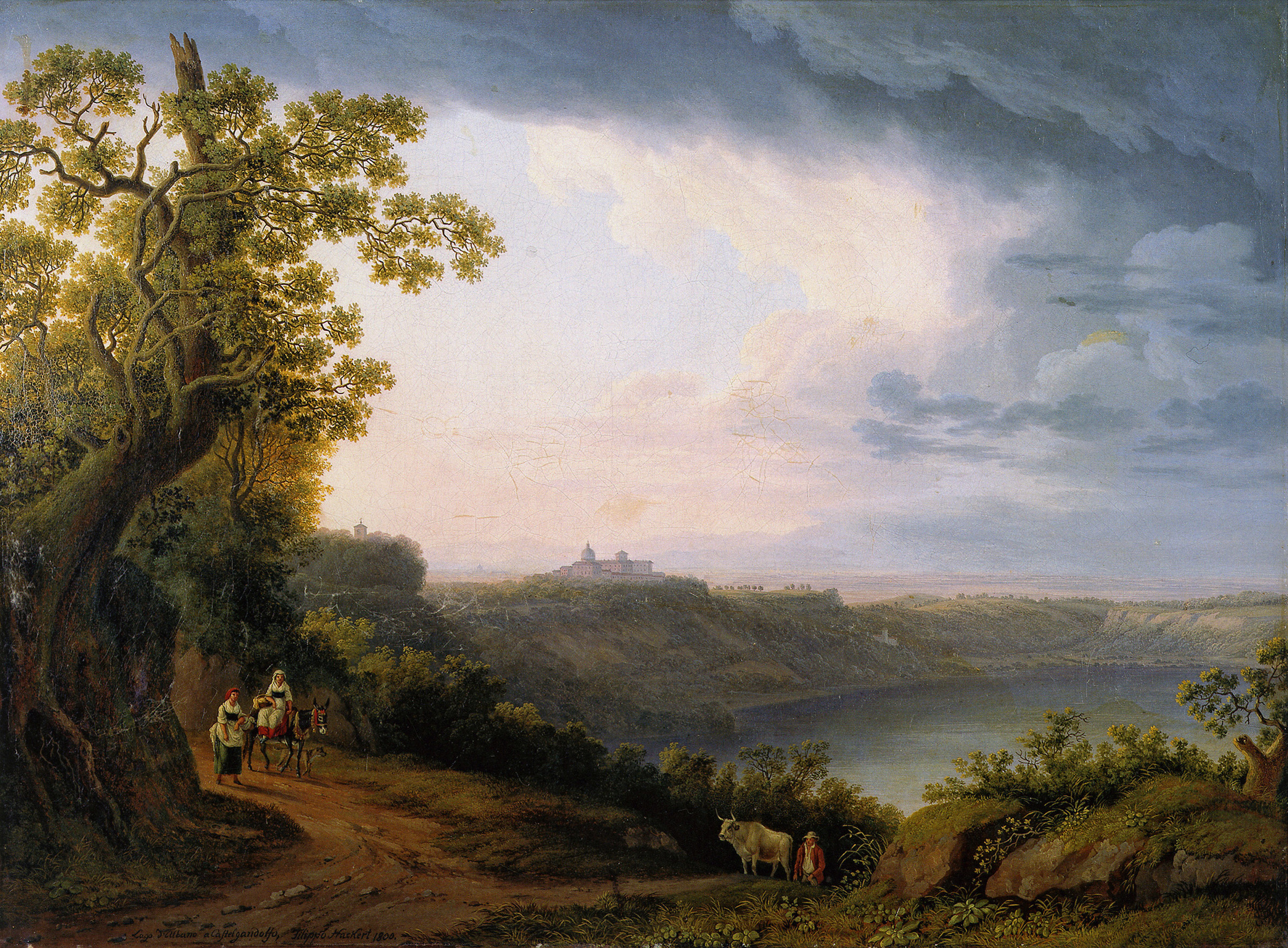
Castel Gandolfo 1800 körül, Jakob Philipp Hackert festményén

A hagyomány szerint itt a hegygerincen állt Alba Longa, amelyet Aineiasz alapított Itáliába érkezvén. Tullus Hostilius, Róma harmadik királya rombolta le. A környék ettől kezdve sokáig a Város lakóinak pihenőhelyévé vált, ahol luxusvillák sora épült.
A nevét adó genovai Gandolfi család a városias település kialakulásakor, 1200 körül birtokolta. 1596-ig a Savelli családé volt, amíg a pápai kamara adósságuk fejében el nem kobozta. V. Pál pápa helyreállíttatta a római villa vízvezetékét, így biztosította a község ellátását. VIII. Orbántól kezdve a pápák nyári rezidenciája lett. 1820-ban itt készítették el az első „postaládát”, egy falba vágott nyílást.
1870-ben az Olasz Királysághoz került, majd a Lateráni egyezmény keretében 1929-ben az újonnan létrehozott Vatikán állam megkapta a pápai nyaralót, a település azonban Olaszország része maradt. 1943. szeptember 8. után a település lakói a területen kívüli pápai nyaralóban találtak menedéket a megszállók elől. Az anziói partraszállás után (1944. január) már 12 000 menekült volt a pápai nyaralóban, egészen Róma felszabadításáig (június 4.). Eközben mintegy 40 gyermek látta meg a napvilágot a pápai palotában. Bár a palota területenkívüliséget élvezett, a véletlen bombázásoknak így is több mint 500 áldozatuk volt.
XII. Piusz pápa csak 1946-ban tért vissza ide, és ő volt az első pápa, aki itt is halt meg, 1958-ban. A Castel Gandolfót különösen kedvelő VI. Pál pápa egy iskolát és két templomot építtetett a város számára az 1970-es években.
A XVI. századtól kezdve a pápák közül többen töltötték a nyári időszakot Castel Gandolfóban. A tengerszint feletti ötszáz méteres magasság Rómához képest öt-hat Celsius-fokkal hűvösebb hőfokot eredményez. A kisváros „második Vatikánként” ismert a pápák nyári rezidenciája miatt. A nyár legmelegebb heteit II. János Pál és XVI. Benedek is itt töltötte, de ezt követően 2013 és 2025 között üresen állt a rezidencia. 2025-ben XIV. Leó pápa újból használta, így a város a pápával visszatérő zarándokokat és idegenforgalmat is várta.

## Nevezetességei

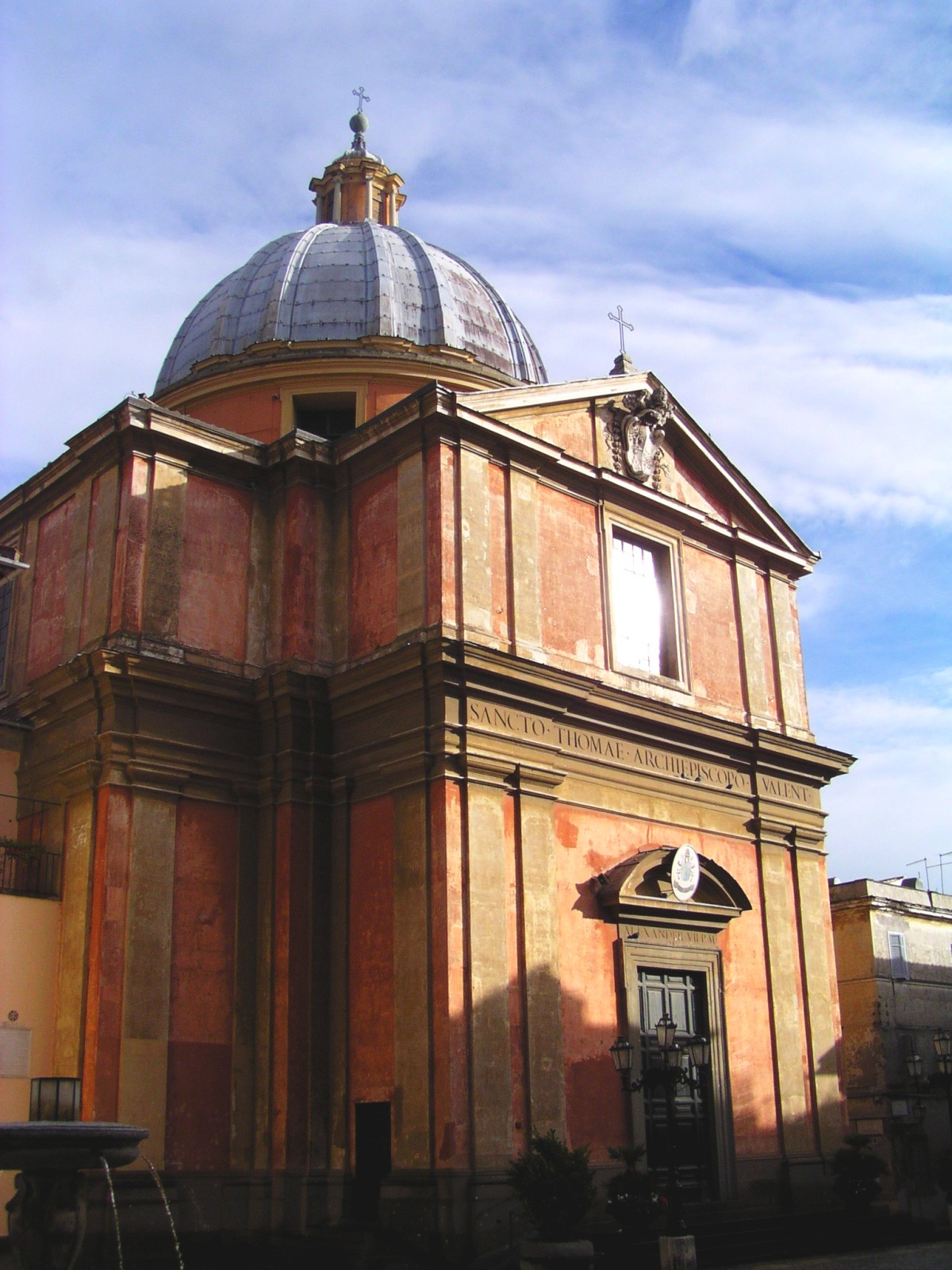
A San Tommaso-templom

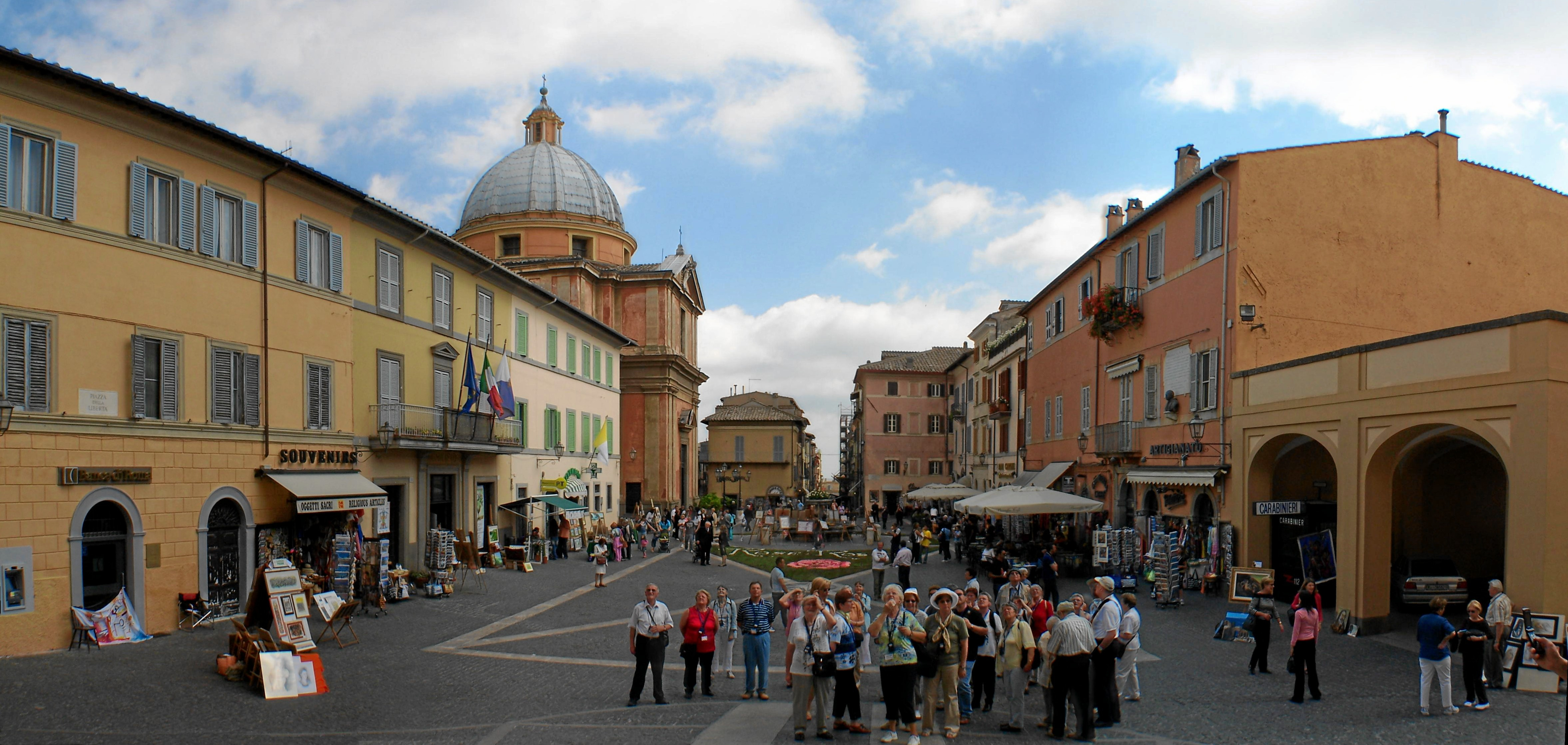
A piazza della Libertà

- Fő tér (piazza della Libertà): a téren álló szökőkutat Giovanni Lorenzo Bernini tervezte
- San Tommaso-templom: barokk templom a fő téren
- Pápai palota és kertek: A pápák nyári rezidenciája, és a hozzá tartozó kertek foglalják el a domb gerincét. Domitianus császár rezidenciájának romjaira Carlo Maderno, Bartolomeo Bracciolo és Domenico Castelli tervezték VIII. Orbán pápa utasítására. VII. Sándor pápa bővíttette, építésze ekkor Bernini volt. A palota a piazza della Libertà felől közelíthető meg, gyalog.
- Panoráma: A Centro Mariapoli nagy parkolójából (via San Giovanni Battista de la Salle) ellátni egészen a Tirrén-tengerig. A San Tommaso-templom mögötti kilátóhelyről gyönyörű a kilátás az Albanói-tóra és a Monte Cavóra.

## Közlekedése
Róma felől a Via Appia Nuováról (SS7) kell balra fordulni a 23-as kijáratnál.
Vonattal Róma Termini pályaudvaráról az Albano Laziale vonalon, busszal az Anagnina metróvégállomástól a COTRAL társaság járatával megközelíthető.
A közelben található a Róma-Ciampino nemzetközi repülőtér.

## Külső hivatkozások
- Webkamera a pápai kertben. Vatikán hivatalos honlap. [2010. január 28-i dátummal az eredetiből archiválva]. (Hozzáférés: 2010. július 1.)